# Ouémé
6°30′N 2°36′Ø / 6.500°N 2.600°Ø
Ouémé er et departement i Benin. Det ligger i den sydøstlige del af landet, langs kysten af Beninbugten og grænser til departementerne Littoral, Atlantique, Zou og Plateau. Før reformen i 1999, da de oprindelige seks departementer blev inddelt i tolv nye departementer var Plateau en del af Ouémé. Benins hovedstad Porto Novo er også administrationsby for Ouémé.

## Administrativ inddeling
Ouémé er inddelt i ni kommuner. 
1. Adjarra
2. Adjohoun
3. Aguégués
4. Akpro-Missérété
5. Avrankou
6. Bonou
7. Dangbo
8. Porto Novo
9. Sèmè-Kpodji